# Willibald Wiercinski-Keiser
Willibald Johannes Anton Wiercinski, seit 1929 Wiercinski-Keiser, ab 1937 Wiers-Kaiser (* 20. Januar 1888 in Dresden; † 19. Dezember 1944 in Danzig) war ein deutscher Jurist und Politiker.

## Leben
Wiercinski, Sohn des Oberpostassistenten Anton Aloisius Gottfried Wiercinski, besuchte in Dresden das Wettiner Gymnasium und studierte Jura und Volkswirtschaft in Leipzig und Königsberg. Er war seit dem Studium Mitglied der katholischen Studentenverbindungen KDStV Burgundia Leipzig und AV Tuisconia Königsberg. Wiercinski nahm als Offizier am Ersten Weltkrieg teil.
Ab 1924 war er bis 1939 auf verschiedenen Senatorenposten im Senat der Freien Stadt Danzig vertreten. So wurde er unter anderem im Danziger Senat Sahm II als Mitglied der Zentrumspartei zum Senator für Inneres ernannt.
Am 22. September 1933 trat Zentrum-Senator Willibald Wiercinski-Keiser zur NSDAP über. Als Reaktion darauf legte der letzte verbliebene Senator des Zentrums, Anton Sawatzki, sein Mandat nieder, womit nur noch Nationalsozialisten im Senat vertreten waren. Wiercinski-Keiser änderte seinen Namen in Wiers-Kaiser und gründete eine „Arbeitsgemeinschaft katholischer Danziger“ (AKD), in der er Zentrumsmitglieder sammelte, die sich vom Zentrum ab- und den neuen Machthabern zuwenden wollten.
Dr. Willibald Wiers-Kaiser wurde 1939 zum Gauhauptmann für den Reichsgau Danzig-Westpreußen nach der Rückkehr Danzigs zum Deutschen Reich bestellt.